# São Julião e Silva
São Julião e Silva est une paroisse civile portugaise (en portugais : freguesia) de la municipalité de Valença, dans le district de Viana do Castelo.
Son nom officiel est União das freguesias de São Julião e Silva. Elle est créée par la loi no 11-A/2013 du 28 janvier 2013 portant réorganisation administrative du territoire des freguesias, en fusionnant São Julião et Silva. Son siège est à São Julião.
Lors du recensement de 2021, São Julião e Silva compte 600 habitants.